# پرستون بروک
پرستون بروک (به انگلیسی: Preston Brook) یک روستا و محله مدنی در بریتانیا است که در هالتون واقع شده‌است. پرستون بروک ۸۰۹ نفر جمعیت دارد.